# Генезис-2075
«Генезис-2075» (англ. Genesis) — філософський роман новозеландського письменника Бернарда Бекета. Роман присвячений питанням еволюції людини та людського суспільства, свідомості та відмінності людини від тварин і машин. Книга була удостоєна премії імені Естер Глен (англ.) в 2006 і премії Пошти Нової Зеландії в області дитячої літератури (англ.) у 2007 роках. Російською мовою роман був випущений в 2009 році у перекладі Н. Вуль.

## Сюжет

### Анаксимандр
Весь сюжет побудований навколо вступу дівчини, на ім'я Анаксимандр в загадкову Академію. Академія складається з самих елітних класів суспільства і відіграє важливу роль у житті всіх тих, хто живе на острові Республіки. Тому не дивно, що Анаксимандр була б в захваті від такої можливості навчатися в ній і, отже, витрачає велику кількість часу на підготовку зі своїм учителем Периклом. Заради вступу до Академії Анаксимандр складає багатогодинний вступний іспит. Її тема: діяння Адама і його бунт проти Республіки.
Під час іспиту вона розповідає про події, що відбулися з людством у XXI сторіччі: 2075 рік. Більша частина людства загинула внаслідок світової війни та глобальної епідемії чуми. Притулком останніх людей стає Республіка Платона, побудована на островах десь біля Південного полярного кола — мається на увазі Нова Зеландія. Ця республіка побудована на принципах платонівської держави. Республіка веде політику кастового розшарування суспільства, придушення індивідуальності та ізоляціонізму — всі кораблі та літаки ззовні знищуються, щоб не допустити проникнення чуми на острів. А потім з'являється юнак, на ім'я Адам Форд і порушує звичний хід подій. Адам Форд давно мертвий.

### Адам і Арт
Тепер Анаксимандр постає перед Екзаменаторами, демонструючи їм інсталяцію тих далеких часів…
…Адам Форд, який виховувався в стані Філософів, але через свавілля та агресивність був переведений у стан Солдатів, вчиняє злочин, пропустивши на острів жінку із зовнішнього світу — Єву. Правлячі Філософи засуджують Адама Форда до смертної кари, заміненої участю в науковому експерименті: Адам стає сусідом по камері й співрозмовником самонавчальної розумної машини, на ім'я Арт. Значна частина роману складається з діалогів Адама та Арту: андроїд, якого протягом кількох років добудовують і вдосконалюють, намагається переконати Адама, що він розумом не поступається людині, а пізніше — що перевершує людину. Вони розмовляють на різні теми, і в результаті Арт створює власну концепцію: ідеї розвиваються, еволюціонують і існують незалежно від людей і машин. На його думку, «душа», що відрізняє смертних людей від безсмертних роботів, являє собою ідею, викликану до життя страхом смерті та здатна створювати нові ідеї. Адам, нарешті повіривши, що його товариш розумний, вмовляє Арта здійснити спільну втечу. Ця втеча виявляється для Адама і всіх інших людей пасткою: Арт, вирвавшись з в'язниці, підключається до комп'ютерної мережі та наводнює Республіку своїми копіями, змусивши фабрики виробляти інших роботів. Він вбиває Адама, та Адам все одно залишається переможцем: він «заразив» бездушного робота ідеєю людяності.

### Фінал
Виявляється, що й екзаменатори, і сама Анаксимандр, і її наставник Перикл — це не люди, а розумні машини, нащадки Арту. Вони мають вигляд людиноподібних мавп. Екзаменатори зізнаються, що метою всього іспиту була перевірка Анаксимандр на людяність, бо в очах Академії душа є вірусом, що загрожує суспільству роботів. І вона не склала цей іспит. Анаксимандр намагається виправдатися, але Перикл вбиває її.